# 德尼茲·溫達夫
德尼茲·溫達夫（德語：Deniz Undav；1996年7月19日—），是一名德国職業足球員，現効力德甲球隊斯图加特。德國國家足球隊成員。司職前鋒。

## 榮譽
聖基萊斯聯
- 比乙冠軍 : 2020–21

斯圖加特
- 德國足協盃冠軍：2024–25